# John Ireland (Erzbischof)

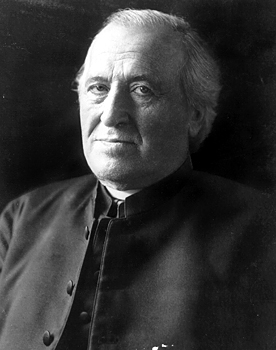
Erzbischof John Ireland

John Ireland (* 11. September 1838 in Burnchurch, County Kilkenny; † 25. September 1918) war ein aus Irland stammender römisch-katholischer Geistlicher in den Vereinigten Staaten. Ab 1884 war er Bischof, ab 1888 Erzbischof von Saint Paul und Minneapolis.

## Leben
Irelands Familie verließ Irland in der Zeit der großen Hungersnot und siedelte sich in Saint Paul (Minnesota) an. John Ireland empfing am 21. Dezember 1861 die Priesterweihe. Bis 1863 war er Militärgeistlicher im Amerikanischen Bürgerkrieg. 1867 wurde er Seelsorger an der damaligen Kathedralkirche von Saint Paul.
Am 12. Februar 1875 ernannte ihn Papst Pius IX. zum Titularbischof von Maronea und zum Apostolischen Vikar von Nebraska. Schon am 28. Juli desselben Jahres wurde er zum Koadjutorbischof von Saint Paul ernannt. Die Bischofsweihe spendete ihm der Bischof von Saint Paul, Thomas Langdon Grace OP, am 21. Dezember 1875. Mitkonsekratoren waren der Bischof von La Crosse, Michael Heiß, und der Apostolische Vikar von Nordminnesota, Rupert Seidenbusch OSB.
Mit dem Rücktritt seines Vorgängers Thomas Langdon Grace am 12. August 1884 wurde er dessen Nachfolger als Bischof von Saint Paul. Mit der Erhebung Saint Pauls zum Erzbistum 1888 wurde er Erzbischof.
John Ireland war eine charismatische Persönlichkeit, entschieden kirchlich und entschieden patriotisch. Energisch vertrat er die Überzeugung, die katholische Kirche in den USA könne und müsse sich „amerikanisieren“. Sie solle sich nicht länger an den kirchlichen Traditionen der Herkunftsländer der katholischen Einwanderer ausrichten, sondern sich auf die gesellschaftlichen und kulturellen Eigenarten der USA einlassen. Er betonte, dass es – anders als von manchen Protestanten behauptet – keineswegs einen Widerspruch zwischen der hierarchischen Struktur der katholischen Kirche und der demokratischen Staatsordnung seines Landes gebe. Innerkirchlich bedeutete sein „Americanism“ u. a., dass er bestrebt war, in den Gottesdiensten den weithin üblichen Gebrauch der nicht-englischen Muttersprachen der Katholiken (in seinem Bistum insbesondere des Deutschen) abzuschaffen.
Er wirkte weit über die Grenzen seiner Diözese in die US-amerikanische Kirche und Gesellschaft hinein. Systematisch förderte er die Zuwanderung katholischer Iren aus den städtischen Slums und ihre Ausstattung mit Farmland. Während seiner Amtszeit wurden 26 neue Pfarreien geschaffen und fünf neue Bistümer aus der Diözese Saint Paul herausgegründet. Zahlreiche katholische Schulen, mehrere Colleges sowie die St.-Thomas-Universität in Saint Paul entstanden durch seine Initiative. Bei der Errichtung der Katholischen Universität von Amerika in Washington war er einer der vier Bischöfe im Gründungskomitee. Sichtbare Zeichen des erstarkenden Katholizismus in seiner Diözese sind die Cathedral of Saint Paul in Saint Paul und die Marienbasilika in Minneapolis, deren Bau er anregte und deren Vollendung er noch erleben durfte.
1917 erkrankte er schwer. Er starb am 25. September 1918, an den Beisetzungsfeierlichkeiten im September 1918 nahm eine große Menschenmenge teil.